# One (U2)
One è un singolo del gruppo musicale irlandese U2, pubblicato il 3 marzo 1992 come terzo estratto dal settimo album in studio Achtung Baby.

## Descrizione

### Significato
Un lungo dibattito accompagnò le diverse interpretazioni del termine One, che dà il titolo alla canzone. I tre videoclip che furono girati per promuovere il singolo apportano ciascuno un nuovo significato alla parola. Il primo, girato a Berlino da Anton Corbijn, già regista dei Depeche Mode, vede Bono confessare a suo padre che è stato affetto dal virus HIV. La seconda versione propone un panorama di fiori rigogliosi e bufali, su cui campeggia una pioggia di carte con scritto sopra la parola One in diverse lingue. Da notare che la foto di copertina ritrae un'opera di David Wojnarowicz, noto pittore omosessuale statunitense, e che gli stessi bufali provengono da una sua opera. Il terzo video mostra Bono seduto in un bar, mentre beve birra e fuma un sigaro. Le angolazioni con cui fu ripreso, aggiunte alla luce soffusa, diedero adito alle critiche che videro nel video un'affinità con la pubblicità della Heineken.
La versione più ovvia vede nel testo semplicemente una difficile relazione amorosa: due persone che non riescono a mantenere stabile il rapporto per continui litigi e ferite reciproche. Un'intervista a The Edge su Q Magazine sembra avvalorare questa tesi: il chitarrista si sentiva spesso dire che la canzone veniva suonata ai matrimoni e rispondeva stupito: "ma avete ascoltato il testo? Non è quel genere di canzone". Alcune interpretazioni vedono in One l'unicità in senso spirituale, altri tendono ad associare il testo alla riunificazione tedesca, visto il periodo speso dalla band in Germania.
L'interpretazione più condivisa è comunque la versione che considera il testo parlare in verità della vita passata assieme al padre da Bono, dopo che questi perse la madre all'età di quattordici anni. Il testo pare riferirsi proprio alle difficoltà nel superare la perdita.

### Produzione
Durante le registrazioni di Achtung Baby, la band conobbe alcuni dissidi interni per via di alcune scelte stilistiche che Adam e Larry non approvavano (Bono e The Edge volevano sperimentare delle tracce dance e elettronica). Il gruppo fu quasi sul punto di sciogliersi, finché un riff di The Edge creato per Mysterious Ways ispirò alla band la canzone.  Grazie a One fu adottato uno stile uniforme per l'intero album e il gruppo superò facilmente la crisi, riguadagnando ottimismo sul materiale già registrato.  Lasciate le sessioni di Berlino, gli U2 conclusero le registrazioni a Dublino.

### Riconoscimenti
One fu piazzata al quinto posto tra le canzoni più popolari di ogni tempo dalla Sony. In un'analoga classifica, Q Magazine l'ha inserita al primo posto, mentre si posiziona alla 36esima nella lista delle 500 migliori canzoni secondo Rolling Stone. In una recente classifica, MTV l'ha eletta seconda miglior canzone degli anni '90. È stata oggetto di cover da parte di Johnny Cash e di Joe Cocker. Secondo un sondaggio condotto dalla VH1, One è stata la canzone britannica con il miglior testo di sempre.

### Esecuzioni dal vivo
Al Pavarotti & Friends del 12 settembre 1995 (concerto benefico per i bambini di Bosnia, tenutosi a Modena) venne eseguita una versione differente, poco elettrica con lo stile vagamente elettronico dei Passengers, il progetto che vedeva coinvolti U2 e Brian Eno nel disco Original Soundtracks 1. Questa versione trova posto nel singolo Miss Sarajevo.
La canzone fu cantata, insieme a Beautiful Day e Vertigo al Live 8 di Londra. Il 9 settembre 2006 la band la cantò insieme a Mary J. Blige durante un concerto estivo e successivamente di nuovo durante la serata di premiazione dei Grammy Award.

## Tracce

### 45 giri
Testi e musiche di Bono.
1. One (Album Version) – 4:36
2. Lady with the Spinning Head (UV1) – 3:54

## Videoclip
Le riprese del video ufficiale di One vennero eseguite da Phil Joanou nel marzo del 1992 a New York, mentre la band si trovava negli Stati Uniti per lo ZooTV Tour.

## Formazione

### U2
- Bono – voce
- The Edge – chitarra
- Adam Clayton – basso
- Larry Mullen – batteria, percussioni

### Altri musicisti
- Brian Eno – tastiera
- Daniel Lanois – chitarra

## Classifiche
| Classifica (1992)                | Posizione massima |
| -------------------------------- | ----------------- |
| Australia                        | 4                 |
| Belgio (Fiandre)                 | 26                |
| Canada                           | 1                 |
| Francia                          | 13                |
| Germania                         | 50                |
| Irlanda                          | 1                 |
| Italia                           | 3                 |
| Nuova Zelanda                    | 3                 |
| Paesi Bassi                      | 12                |
| Regno Unito                      | 7                 |
| Spagna                           | 16                |
| Stati Uniti                      | 10                |
| Stati Uniti (adult contemporary) | 24                |
| Stati Uniti (alternative)        | 1                 |
| Stati Uniti (dance/electronic)   | 44                |
| Stati Uniti (mainstream rock)    | 1                 |
| Svizzera                         | 25                |

## Cover
- Johnny Cash ha inciso una propria versione del brano, inserita nell'album American III: Solitary Man del 2000, ritenuta da Rolling Stone una delle dieci migliori cover eseguite dal crooner statunitense.[16]
- Joe Cocker ha pubblicato la propria versione del brano nell'album Heart & Soul del 2004.
- Mary J. Blige ha inserito la reinterpretazione di One nell'album The Breakthrough, pubblicato nel 2006, da cui ha estratto un singolo di grande successo.[17]
- La cantante statunitense Anastacia ha registrato una versione personale per il proprio album It's a Man's World, pubblicato nel 2012.
- Elisa ha pubblicato una cover del brano nel 2014, come lato B del singolo Un filo di seta negli abissi.[18]